# Etienne Bonello
Etienne Bonello (22 juni 1977) is een Maltees mountainbiker en werd in de periode 2006-2008 beschouwd als de beste Maltese wielrenner.

## Palmares
2000
- Nationaal kampioenschap mountainbike

2001
- Nationaal kampioenschap mountainbike

2002
- Nationaal kampioenschap mountainbike

2003
- Nationaal kampioenschap mountainbike

2004
- Nationaal kampioenschap mountainbike

2005
- Nationaal kampioenschap mountainbike

2006
- Nationaal kampioenschap wielrennen
- Nationaal kampioenschap individuele tijdrit

2007
- Qormi Dingli Circuit
- Nationaal kampioenschap wielrennen
- Nationaal kampioenschap individuele tijdrit

2008
- Qormi Dingli Circuit
- Nationaal kampioenschap wielrennen
- Nationaal kampioenschap individuele tijdrit

2009
- Qormi Dingli Circuit
- Ta'Pinellu Circuit
- Zurrieq Circuit
- Nationaal kampioenschap mountainbiken
- Nationaal kampioenschap wielrennen

2010
- Qormi Dingli Circuit
- Mriehel By-Pass, Chrono
- Nationaal kampioenschap individuele tijdrit
- Salina Circuit

2011
- Qormi Dingli Circuit
- St. Paul's By-Pass

2012
- Qormi Dingli Circuit